# L'ombra roja
L'ombra roja (títol original en francès: L'Ombre rouge) és una pel·lícula francesa dirigida per Jean-Louis Comolli, estrenada l'any 1981.
Ha estat doblada al català.

## Argument
El 1937, durant la guerra d'Espanya, Anton, un agent rus, és detingut pels alemanys, mentre feia passar armes a Espanya. El seu alliberament és organitzat: surt de la presó, en companyia d'un cert Müller, a canvi d'un agent alemany. Però el seu nou camarada resulta ser un agent doble. Léo, un amic d'Anton, mata llavors Müller. El tràfic d'armes reprèn el seu curs normal però Anton dubta de més a més de la seva acció...

## Repartiment
- Claude Brasseur: Anton Kovetz
- Jacques Dutronc: Léo
- Nathalie Baye: Anna
- Andréa Ferréol: Magda
- Lev 'Nikita' Belsky: Soudov
- Maurice Risch: Marcel
- Pascal Bonitzer: l'holandès
- Facundo Bo: José
- Giovanni Fruch: Müller
- Peter Semler: L'oficial S.S
- Stephan Meldegg: el nazi
- Charles Millot: el pare de Magda
- Jean Panisse: el cafeter
- Gratien Tonna: el legionari
- Simone Réal: La cantant
- Max Vial: el senyor
- Pinkas Braun: Maly
- Alexandre Arbatt
- Ted Benoit
- Patrick Depeyrat
- Philippe Carles